# Nekrolog April 2022
Nekrolog
◄◄
| ◄
| 2018
| 2019
| 2020
| 2021
| 2022 | 2023 | 2024 | 2025
Januar |
Februar |
März |
April |
Mai |
Juni |
Juli |
August |
September |
Oktober |
November |
Dezember 2022
Weitere Ereignisse | Allgemeiner Nekrolog 2022
Die Beschreibung der verstorbenen Person sollte so kurz wie möglich gehalten sein und nur deren signifikante Tätigkeit(en) enthalten.
Neue Namen ggf. auch unter dem Geburts- und Sterbedatum, also etwa unter 1. Januar und im Geburts- und Sterbejahr (2024) eintragen (nur bei entsprechender großer Wichtigkeit). Für Beispiele siehe die schon vorhandenen Artikel.
Außerdem über die fünf zuletzt Verstorbenen, zu denen es einen ausreichend guten Artikel für eine Präsentation auf der Hauptseite gibt, nach der todesbedingten Überarbeitung der Artikel ggf. auch unter Wikipedia Diskussion:Hauptseite informieren und sie am besten auch in den anderen Wikipedia-Sprachversionen eintragen. Tipp: Regelmäßig bei news.google.de nach „ist tot“, „gestorben“ oder „verstorben“ suchen.
Wenn eine Person gestorben ist, gibt es viele Seiten zu dieser Person in der Wikipedia, die davon auch betroffen sind und entsprechend aktualisiert werden müssen. Beispiele: Namenübersichtsseite, Geburtsjahr, Geburtsort-Seiten und viele mehr.
Wie finde ich die betroffenen Seiten?
Im Suchfeld auf der linken Seite gibt man den Suchbegriff so ein: „Vorname Nachname“. Dann klickt man auf Volltext und alle Seiten mit entsprechendem Suchtext werden aufgerufen. Hier sieht man dann schnell, wo auch das Todesjahr Sinn macht oder sogar ein Teil des Artikels angepasst werden muss. Auch hilft das „Werkzeug“ auf der linken Seite sehr gut, um solche Seiten aufzufinden: „Links auf diese Seite“. Somit ist die Wikipedia wieder aktuell in allen Bereichen! Hinweis: bei Eintragung der Kategorie „Gestorben JAHR“ wird der Missbrauchsfilter 49 ausgelöst, was jedoch nicht schlimm ist. Siehe: Spezial:Missbrauchsfilter/49
Dies ist eine Liste von im April 2022 verstorbenen bekannten Persönlichkeiten. Die Einträge erfolgen innerhalb der einzelnen Daten alphabetisch sortiert. Tiere sind im Nekrolog für Tiere zu finden.

## April
Bearbeitungshinweis: Neue Todesfälle bitte absteigend nach Tagen geordnet eintragen. Die Todesfälle desselben Tages bitte in alphabetischer Reihenfolge einfügen.
| Tag       | Name                             | Beruf, bekannt als                                                                     | Alter | Beleg                          |
| --------- | -------------------------------- | -------------------------------------------------------------------------------------- | ----- | ------------------------------ |
| 30. April | Gunnar Broberg                   | schwedischer Historiker                                                                | 79    |                                |
| 30. April | Ron Galella                      | US-amerikanischer Fotojournalist                                                       | 91    |                                |
| 30. April | Marthe Gautier                   | französische Medizinerin                                                               | 96    |                                |
| 30. April | Friedemann Gottschick der Ältere | deutscher Kirchenmusiker                                                               | 94    |                                |
| 30. April | Irmintraut Hegele                | deutsche Pädagogin und Hochschullehrerin                                               | 86    |                                |
| 30. April | Naomi Judd                       | US-amerikanische Country-Sängerin                                                      | 76    |                                |
| 30. April | Bob Krueger                      | US-amerikanischer Politiker                                                            | 86    |                                |
| 30. April | Ljubow Pantschenko               | ukrainische Künstlerin                                                                 | 84    |                                |
| 30. April | Mino Raiola                      | italienischer Spielervermittler                                                        | 54    |                                |
| 30. April | Max Riebl                        | australischer Sänger                                                                   | 30    |                                |
| 30. April | Gabe Serbian                     | US-amerikanischer Musiker                                                              | 44    |                                |
| 30. April | Andrew Henry van de Ven          | niederländischer Wirtschaftswissenschaftler                                            | 76    |                                |
| 30. April | Walter Willisch                  | Schweizer Maler, Zeichner und Radierer                                                 | 85    |                                |
| 29. April | Heinz Bachmann                   | Schweizer Mathematiker                                                                 | 98    |                                |
| 29. April | Erich Barnes                     | US-amerikanischer American-Football-Spieler                                            | 86    |                                |
| 29. April | Joanna Barnes                    | US-amerikanische Schauspielerin und Schriftstellerin                                   | 87    |                                |
| 29. April | Georgia Benkart                  | US-amerikanische Mathematikerin                                                        | 74    |                                |
| 29. April | Franco Bile                      | italienischer Jurist                                                                   | 93    |                                |
| 29. April | David Birney                     | US-amerikanischer Schauspieler                                                         | 83    |                                |
| 29. April | Allen Blairman                   | US-amerikanischer Schlagzeuger                                                         | 81    |                                |
| 29. April | Maria Antònia Canals             | spanische Mathematikerin                                                               | 91    |                                |
| 29. April | Volker Diehl                     | deutscher Radsportler                                                                  | 58    |                                |
| 29. April | David Evans                      | US-amerikanischer Chemiker                                                             | 81    |                                |
| 29. April | Robert Goolrick                  | US-amerikanischer Schriftsteller                                                       | 73    |                                |
| 29. April | Mike Hagerty                     | US-amerikanischer Schauspieler                                                         | 67    |                                |
| 29. April | Jude Howell                      | britische Politikwissenschaftlerin                                                     | 65    |                                |
| 29. April | Martin Kruse                     | deutscher Theologe und Bischof                                                         | 93    |                                |
| 29. April | Donald Peck                      | US-amerikanischer Flötist                                                              | 92    |                                |
| 29. April | Roland Robertson                 | britischer Soziologe                                                                   | 83    |                                |
| 29. April | Gennadi Samossedenko             | sowjetischer Springreiter                                                              | 80    |                                |
| 29. April | Nader Talebzadeh                 | iranischer Künstler sowie Film- und Fernsehregisseur                                   | 68    |                                |
| 29. April | Egon Zimpel                      | deutscher Maler und Grafiker                                                           | ≈79   |                                |
| 28. April | Neal Adams                       | US-amerikanischer Comic-Zeichner                                                       | 80    |                                |
| 28. April | Grenville Davey                  | britischer Bildhauer                                                                   | 60    |                                |
| 28. April | Juan Diego                       | spanischer Schauspieler                                                                | 79    |                                |
| 28. April | Rüdiger Dohndorf                 | deutscher Politiker                                                                    | 72    |                                |
| 28. April | Jean-Claude Fruteau              | französischer Politiker                                                                | 74    |                                |
| 28. April | Salim Ghouse                     | indischer Filmschauspieler                                                             | 70    |                                |
| 28. April | Woldemar Görler                  | deutscher Klassischer Philologe                                                        | 88    |                                |
| 28. April | Harold Livingston                | US-amerikanischer Drehbuchautor                                                        | 97    |                                |
| 28. April | Hugh McDevitt                    | US-amerikanischer Immunologe                                                           | 91    |                                |
| 28. April | David Mirabella                  | US-amerikanischer Musiker                                                              | ?     |                                |
| 28. April | Bärbel Nehring-Kleedehn          | deutsche Wirtschaftswissenschaftlerin und Politikerin                                  | 69    |                                |
| 28. April | Susan Nussbaum                   | US-amerikanische Dramatikerin                                                          | 68    |                                |
| 28. April | Fernando Sáenz Lacalle           | spanischer Erzbischof                                                                  | 89    |                                |
| 28. April | Zoran Sretenović                 | jugoslawischer bzw. serbischer Basketballspieler und -trainer                          | 57    |                                |
| 28. April | Ingrid Stosch-Sarrasani          | deutsche Zirkusartistin und -direktorin                                                | 88    |                                |
| 28. April | Larry Woiwode                    | US-amerikanischer Schriftsteller                                                       | 80    |                                |
| 27. April | Carlos Amigo Vallejo             | spanischer Kardinal                                                                    | 87    |                                |
| 27. April | Friedrich-Wilhelm Göcke          | deutscher Fußballspieler                                                               | 77    |                                |
| 27. April | Rudolphe „Rudy“ Gomis            | senegalesischer Sänger                                                                 | 75    |                                |
| 27. April | Heinrich Handorf                 | deutscher Architekt                                                                    | 97    |                                |
| 27. April | Kurt Hediger                     | Schweizer Kunstmaler                                                                   | 89    |                                |
| 27. April | Judy Henske                      | US-amerikanische Sängerin und Songschreiberin                                          | 85    |                                |
| 27. April | Jossara Jinaro                   | brasilianische Schauspielerin                                                          | 48    |                                |
| 27. April | Seiji Kimoto                     | japanisch-deutscher Künstler                                                           |       |                                |
| 27. April | Nikolai S. Leonow                | russischer Politiker                                                                   | 93    |                                |
| 27. April | Adam Lepa                        | polnischer Bischof                                                                     | 83    |                                |
| 27. April | Maria L. Marcus                  | US-amerikanische Juristin                                                              | 88    |                                |
| 27. April | Harald Marx                      | deutscher Astronom                                                                     | 81    |                                |
| 27. April | Diane M. Nelson                  | US-amerikanische Anthropologin                                                         | 58    |                                |
| 27. April | Bernard Pons                     | französischer Politiker                                                                | 95    |                                |
| 27. April | Günter Rauch                     | deutscher Historiker                                                                   | 86    |                                |
| 27. April | Karin Richter                    | deutsche Literaturwissenschaftlerin                                                    | 79    | [ 1 ]                          |
| 27. April | Helmut Rippl                     | deutscher Garten- und Landschaftsarchitekt                                             | 96    |                                |
| 27. April | Gene Santoro                     | US-amerikanischer Musikkritiker und Autor                                              | 71    |                                |
| 27. April | Bryan Saunders                   | kanadischer Leichtathlet                                                               | 69    |                                |
| 27. April | David Walden                     | US-amerikanischer Informatiker                                                         | 79    |                                |
| 26. April | Chakib Bouzidi                   | algerischer Multiinstrumentalist und Bandleader                                        | 36    |                                |
| 26. April | Hans-Dieter Brauer               | deutscher Chemiker und Hochschullehrer                                                 | 87    |                                |
| 26. April | Jack Cakebread                   | US-amerikanischer Önologe und Unternehmer                                              | 92    |                                |
| 26. April | Jürgen Czwienk                   | deutscher Autor, Drehbuchautor und Regisseur                                           | ≈65   |                                |
| 26. April | Hansjörg Döpp                    | deutscher Sportfunktionär und Jurist                                                   | 81    |                                |
| 26. April | Daniel Dolan                     | US-amerikanischer Bischof                                                              | 70    |                                |
| 26. April | George D. Gould                  | US-amerikanischer Finanzinvestor und Verwaltungsbeamter                                | 94    |                                |
| 26. April | Gerd Hensel                      | deutscher Fußballspieler                                                               | 79    |                                |
| 26. April | Werner Käß                       | deutscher Geologe                                                                      | 97    |                                |
| 26. April | Robert Krakoff                   | US-amerikanischer Unternehmer und Erfinder                                             | 81    |                                |
| 26. April | Eldon H. Newcomb                 | US-amerikanischer Botaniker                                                            | 103   |                                |
| 26. April | İsmail Ogan                      | türkischer Ringer                                                                      | 89    |                                |
| 26. April | John Phillip Reid                | US-amerikanischer Rechtshistoriker                                                     | 91    |                                |
| 26. April | Dietrich Rues                    | deutscher Physiker                                                                     | 92    |                                |
| 26. April | Klaus Schulze                    | deutscher Komponist und Musikproduzent                                                 | 74    |                                |
| 26. April | Gerhard Schwarz                  | österreichischer Autor, Philosoph und Hochschullehrer                                  | 84    |                                |
| 26. April | Eva Seeber                       | deutsche Historikerin                                                                  | 89    |                                |
| 25. April | Hannes Adomeit                   | deutscher Politikwissenschaftler                                                       | 79    |                                |
| 25. April | Beta Berk Bayındır               | türkischer Rapper und Songwriter                                                       | 32    |                                |
| 25. April | Edward J. Bronson                | US-amerikanischer Politikwissenschaftler                                               | 91    |                                |
| 25. April | Marc G. Caron                    | kanadisch-US-amerikanischer Neurobiologe                                               | 75    |                                |
| 25. April | Susan Jacks                      | kanadische Sängerin, Songautorin und Musikproduzentin                                  | 73    |                                |
| 25. April | Friedrich Kambartel              | deutscher Philosoph und Wissenschaftstheoretiker                                       | 87    |                                |
| 25. April | Hermann J. Kienast               | deutscher Bauforscher                                                                  | 79    |                                |
| 25. April | Lee Oi-soo                       | südkoreanischer Schriftsteller                                                         | 75    |                                |
| 25. April | Ursula Lehr                      | deutsche Gerontologin und Politikerin                                                  | 91    |                                |
| 25. April | Klaus Luig                       | deutscher Rechtshistoriker                                                             | 86    |                                |
| 25. April | Ernst-Gerhard Mahn               | deutscher Biologe                                                                      | 91    |                                |
| 25. April | Roberto Masotti                  | italienischer Fotograf                                                                 | 75    |                                |
| 25. April | Hossein Mollaghasemi             | iranischer Ringer                                                                      | 89    |                                |
| 25. April | Morton Mower                     | US-amerikanischer Mediziner                                                            | 89    |                                |
| 25. April | Dumitru Protase                  | rumänischer Archäologe und Althistoriker                                               | 96    |                                |
| 25. April | J. Roy Rowland                   | US-amerikanischer Politiker                                                            | 96    |                                |
| 25. April | Gerhard Seegmüller               | deutscher Informatiker                                                                 | 90    |                                |
| 25. April | Othmar Tauschitz                 | österreichischer Offizier, General                                                     | 96    |                                |
| 25. April | Henny Vrienten                   | niederländischer Sänger und Komponist                                                  | 73    |                                |
| 25. April | Geraldine Weiss                  | US-amerikanische Investorin, Herausgeberin und Autorin                                 | 96    |                                |
| 24. April | James Bama                       | US-amerikanischer Künstler und Illustrator                                             | 95    |                                |
| 24. April | L. McCrae Dowless Jr.            | US-amerikanischer Politikfunktionär sowie Wahl- und Steuerbetrüger                     | 66    |                                |
| 24. April | Hans-Gerd von Dücker             | deutscher Jurist und Rechtswissenschaftler                                             | 80    |                                |
| 24. April | Toni Gräser                      | Schweizer Radrennfahrer                                                                | 88    |                                |
| 24. April | Wolfgang Hädecke                 | deutscher Schriftsteller                                                               | 93    |                                |
| 24. April | Reid Jorgensen                   | US-amerikanischer Schlagzeuger                                                         | 79    |                                |
| 24. April | Denis Kiwanuka Lote              | ugandischer Erzbischof                                                                 | 84    |                                |
| 24. April | Kawshalya Madushani              | sri-lankische Leichtathletin                                                           | 26    |                                |
| 24. April | Laurence Martin                  | britischer Politikwissenschaftler                                                      | 93    |                                |
| 24. April | Edgar Meier                      | deutscher Verkehrswissenschaftler                                                      | 94    |                                |
| 24. April | Jacques Poustis                  | französischer Sänger                                                                   | 73    |                                |
| 24. April | Willi Resetarits                 | österreichischer Sänger und Menschenrechtsaktivist                                     | 73    |                                |
| 24. April | Gustavo da Roza                  | kanadischer Architekt                                                                  | 89    |                                |
| 24. April | K. Sankaranarayanan              | indischer Politiker                                                                    | 89    |                                |
| 24. April | Navina Sundaram                  | indisch-deutsche Fernsehjournalistin                                                   | 76    |                                |
| 24. April | Gerhard Track                    | österreichischer Komponist, Chorleiter und Hochschullehrer                             | 87    |                                |
| 24. April | Francis Wilson                   | südafrikanischer Volkswirt                                                             | ≈82   |                                |
| 24. April | Andrew Woolfolk                  | US-amerikanischer Saxophonist                                                          | 71    |                                |
| 23. April | Arno                             | belgischer Sänger                                                                      | 72    |                                |
| 23. April | Daniel Bardet                    | französischer Comicautor                                                               | 79    |                                |
| 23. April | Fuad El-Hibri                    | deutsch-US-amerikanischer Unternehmer und Philanthrop                                  | 64    |                                |
| 23. April | Justin Green                     | US-amerikanischer Comicautor                                                           | 76    |                                |
| 23. April | Carmelo Borobia Isasa            | spanischer Bischof                                                                     | 86    |                                |
| 23. April | Orrin Hatch                      | US-amerikanischer Politiker                                                            | 88    |                                |
| 23. April | Philip J. Hilts                  | US-amerikanischer Journalist und Autor                                                 | 74    |                                |
| 23. April | Johnnie A. Jones Sr.             | US-amerikanischer Jurist, Bürgerrechtler und Weltkriegsveteran                         | 102   |                                |
| 23. April | Sheldon Krimsky                  | US-amerikanischer Wissenschaftsphilosoph                                               | 80    |                                |
| 23. April | Heinz Metlitzky                  | deutscher Fernsehjournalist                                                            | 93    |                                |
| 23. April | John Paul                        | indischer Drehbuchautor                                                                | 72    |                                |
| 23. April | Andreas R. Prater                | deutscher Kunsthistoriker                                                              | 77    |                                |
| 23. April | Barbara Sansoni                  | sri-lankische Designerin und Unternehmerin                                             | 94    |                                |
| 22. April | Hans Joachim Berthold            | deutscher Chemiker und Hochschullehrer                                                 | 98    |                                |
| 22. April | Michael Druks                    | israelisch-britischer Video- und Performancekünstler                                   | 81    |                                |
| 22. April | Sigurd Kuschnerus                | deutscher Maler und Grafiker                                                           | 88    |                                |
| 22. April | Guy Lafleur                      | kanadischer Eishockeyspieler                                                           | 70    |                                |
| 22. April | Herbert Lippert                  | deutscher Anatom                                                                       | 91    |                                |
| 22. April | Marcus Leatherdale               | kanadischer Fotograf                                                                   | 69    |                                |
| 22. April | Daniele Legler                   | Schweizer Schauspieler                                                                 | 72    |                                |
| 22. April | Red McKelvie                     | neuseeländischer Sänger                                                                | ?     |                                |
| 22. April | Aurelio Nuño Morales             | mexikanischer Architekt                                                                | ≈73   |                                |
| 22. April | Martina Portocarrero             | peruanische Folkloresängerin, -forscherin und Politikerin                              | 72    |                                |
| 22. April | Adelhard Roidinger               | österreichischer Jazzmusiker                                                           | 80    |                                |
| 22. April | Irving Rosenthal                 | US-amerikanischer Verleger und Beatnik                                                 | 92    |                                |
| 22. April | John Rulon-Miller                | US-amerikanischer Automobilrennfahrer                                                  | 82    |                                |
| 22. April | Michelle Suárez                  | uruguayische Anwältin und Politikerin                                                  | 38    |                                |
| 22. April | Manfred Wilke                    | deutscher Soziologe, DDR-Forscher und Historiker                                       | 80    |                                |
| 22. April | Håkan Winberg                    | schwedischer Jurist und Politiker                                                      | 90    |                                |
| 22. April | Wiktor Swjahinzew                | sowjetischer Fußballspieler                                                            | 71    |                                |
| 21. April | Elspeth Barker                   | britische Schriftstellerin                                                             | 81    |                                |
| 21. April | Lionello Bertoldi                | italienischer Politiker                                                                | 93    |                                |
| 21. April | John DiStaso                     | US-amerikanischer Journalist                                                           | 68    |                                |
| 21. April | Otto Filtzinger                  | deutscher Pädagoge                                                                     | 89    |                                |
| 21. April | Horst Förster                    | deutscher Geograph                                                                     | 81    |                                |
| 21. April | Karl Ganser                      | deutscher Geograph und Stadtplaner                                                     | 84    |                                |
| 21. April | Renate Holm                      | deutsch-österreichische Opernsängerin und Schauspielerin                               | 90    |                                |
| 21. April | Geoffrey Howlett                 | britischer General                                                                     | 92    |                                |
| 21. April | Mwai Kibaki                      | kenianischer Politiker                                                                 | 90    |                                |
| 21. April | Daryle Lamonica                  | US-amerikanischer American-Football-Spieler                                            | 80    |                                |
| 21. April | Kurt Liebrecht                   | deutscher Fußballspieler                                                               | 85    |                                |
| 21. April | Jacques Perrin                   | französischer Schauspieler, Filmregisseur und -produzent                               | 80    |                                |
| 21. April | Cynthia Plaster Caster           | US-amerikanisches Groupie                                                              | 74    |                                |
| 21. April | Hans Prolingheuer                | deutscher Religionspädagoge, Kirchenhistoriker und Publizist                           | 92    |                                |
| 21. April | J. Dringwell Rymbai              | indischer Politiker                                                                    | 87    |                                |
| 21. April | August Schneider                 | deutscher Schausteller                                                                 | 91    |                                |
| 21. April | Fritz Stotmeister                | deutscher Unternehmer                                                                  | 94    |                                |
| 21. April | Kazumi Watanabe                  | japanischer Leichtathlet                                                               | 86    |                                |
| 20. April | Samuel Aroni                     | sowjetisch- bzw. moldauisch-US-amerikanischer Bauingenieur und Werkstoffkundler        | 94    |                                |
| 20. April | Hilda Bernard                    | argentinische Schauspielerin                                                           | 101   |                                |
| 20. April | Gino Burrini                     | italienischer Skirennläufer                                                            | 88    |                                |
| 20. April | Frederick Denman                 | US-amerikanischer Moderner Fünfkämpfer                                                 | 93    |                                |
| 20. April | Heinrich Festing                 | deutscher Geistlicher                                                                  | 91    |                                |
| 20. April | Guitar Shorty                    | US-amerikanischer Bluesgitarrist, Sänger und Songwriter                                | 87    |                                |
| 20. April | Morton Gurtin                    | US-amerikanischer Ingenieurwissenschaftler                                             | 88    | doi:10.1007/s10659-022-09896-2 |
| 20. April | Jan Heinke                       | deutscher Musiker                                                                      | ≈54   |                                |
| 20. April | Antonín Kachlík                  | tschechoslowakischer Filmregisseur                                                     | 99    |                                |
| 20. April | Lothar Lehniger                  | deutscher Automobilrennfahrer                                                          | 73    |                                |
| 20. April | Javier Lozano Barragán           | mexikanischer Kardinal                                                                 | 89    |                                |
| 20. April | Robert Morse                     | US-amerikanischer Schauspieler                                                         | 90    |                                |
| 20. April | T. Rama Rao                      | indischer Filmregisseur                                                                | 83    |                                |
| 20. April | Erwina Ryś-Ferens                | polnische Eisschnellläuferin                                                           | 67    |                                |
| 20. April | Rüdiger Weigang                  | deutscher Schauspieler                                                                 | 79    |                                |
| 19. April | Bernd Albers                     | deutscher Architekt und Hochschullehrer                                                | 64    |                                |
| 19. April | Brad Ashford                     | US-amerikanischer Politiker                                                            | 72    |                                |
| 19. April | Elke Blumenthal                  | deutsche Ägyptologin                                                                   | 84    |                                |
| 19. April | Rolf Gagelmann                   | deutscher Politiker                                                                    | 82    |                                |
| 19. April | Gloria Gervitz                   | mexikanische Dichterin und Übersetzerin                                                | 79    |                                |
| 19. April | Mike Gregory                     | englischer Dartspieler                                                                 | 65    |                                |
| 19. April | Umang Gupta                      | indisch-US-amerikanischer Unternehmer                                                  | 72    |                                |
| 19. April | Rolando Hinojosa-Smith           | US-amerikanischer Schriftsteller                                                       | 93    |                                |
| 19. April | Lester A. Hoel                   | US-amerikanischer Verkehrsingenieur                                                    | 87    |                                |
| 19. April | Klaus Hövelmann                  | deutscher Chorleiter und Dirigent                                                      | 84    |                                |
| 19. April | Anton Humbaur                    | deutscher Unternehmer                                                                  | 89    |                                |
| 19. April | Hans Janke                       | deutscher Journalist und Medienmanager                                                 | 77    |                                |
| 19. April | Tanaka Kane                      | japanische Supercentenarian                                                            | 119   |                                |
| 19. April | Maria Kassel                     | deutsche Theologin                                                                     | 91    |                                |
| 19. April | Eckart Kuhlwein                  | deutscher Politiker                                                                    | 84    |                                |
| 19. April | Carlos Lucas                     | chilenischer Boxer                                                                     | 91    |                                |
| 19. April | John McKay                       | britisch-kanadischer Mathematiker                                                      | 82    |                                |
| 19. April | Petras Mikelionis                | litauischer Politiker                                                                  | 83    |                                |
| 19. April | Mariano Ortiz                    | puerto-ricanischer Basketballspieler                                                   | 77    |                                |
| 19. April | Sandra Pisani                    | australische Hockeyspielerin                                                           | 63    |                                |
| 19. April | Inge Raba                        | deutsche Cellistin                                                                     | 99    |                                |
| 19. April | Franz Schick                     | deutscher Politiker                                                                    | 85    |                                |
| 19. April | Rainer Schlagbauer               | österreichischer Fußballspieler                                                        | 72    |                                |
| 19. April | Freeman Williams                 | US-amerikanischer Basketballspieler                                                    | 65    |                                |
| 19. April | Karl-Heinz Wolf                  | deutscher Politiker                                                                    | 91    |                                |
| 18. April | Lidija Alfejewa                  | sowjetische Leichtathletin                                                             | 76    |                                |
| 18. April | Nicholas Angelich                | US-amerikanischer Pianist                                                              | 51    |                                |
| 18. April | Harrison Birtwistle              | britischer Komponist                                                                   | 87    |                                |
| 18. April | José Luis „El Tosco“ Cortés      | kubanischer Flötist, Komponist, Bandleader und Musikproduzent                          | 70    |                                |
| 18. April | Jacky Donatz                     | Schweizer Gastronom                                                                    | 71    |                                |
| 18. April | Valerio Evangelisti              | italienischer Schriftsteller                                                           | 69    |                                |
| 18. April | Josif Gofenberg                  | ukrainisch-deutscher Akkordeonist und Klezmervirtuose                                  | 72    |                                |
| 18. April | Silvin Košak                     | slowenischer Assyrologe und Hetthitologe                                               | 80    |                                |
| 18. April | Seppo Nikkari                    | finnischer Leichtathlet                                                                | 74    |                                |
| 18. April | Andrzej Korzyński                | polnischer Komponist                                                                   | 82    |                                |
| 18. April | Sid Mark                         | US-amerikanischer Diskjockey und Hörfunkmoderator                                      | 88    |                                |
| 18. April | Janez Matičič                    | slowenischer Komponist, Dirigent, Pianist und Hochschullehrer                          | 95    |                                |
| 18. April | Hermann Nitsch                   | österreichischer Künstler                                                              | 83    |                                |
| 18. April | Wjatscheslaw Trubnikow           | russischer Politologe und Diplomat                                                     | 77    |                                |
| 17. April | Eduardo Barbeiro                 | portugiesischer Schwimmer und Wasserballspieler                                        | 90    |                                |
| 17. April | Ursula Bellugi                   | US-amerikanische Neuro- und Kognitionswissenschaftlerin                                | 91    |                                |
| 17. April | Roderick „Pooh“ Clark            | US-amerikanischer R&B-Sänger                                                           | 49    |                                |
| 17. April | Susanne Damm-Ruczynski           | deutsche Künstlerin                                                                    | 67    |                                |
| 17. April | Franz Josef Dazert               | deutscher Industriemanager                                                             | 97    |                                |
| 17. April | Tomáš Frejka                     | tschechoslowakischer Bevölkerungswissenschaftler                                       | 89    |                                |
| 17. April | Jürgen Glombek                   | deutscher Handballspieler und -trainer                                                 | 79    |                                |
| 17. April | Jim Harz                         | US-amerikanischer Fernsehjournalist und -moderator                                     | 82    |                                |
| 17. April | Steve Hurley                     | US-amerikanischer Pornodarsteller                                                      | 64    |                                |
| 17. April | Johnny May Cash                  | US-amerikanischer Rapper                                                               | 27    |                                |
| 17. April | DJ Kayslay                       | US-amerikanischer DJ und Radiomoderator                                                | 55    |                                |
| 17. April | William H. Kimbel                | US-amerikanischer Paläoanthropologe                                                    | 68    |                                |
| 17. April | Radu Lupu                        | rumänischer Pianist                                                                    | 76    |                                |
| 17. April | Milan Mrukvia                    | tschechoslowakischer bzw. slowakischer Eishockeyspieler und -trainer                   | 76    |                                |
| 17. April | James Olson                      | US-amerikanischer Schauspieler                                                         | 91    |                                |
| 17. April | Erich Pipa                       | deutscher Politiker                                                                    | 73    |                                |
| 17. April | Henry Scott Stokes               | britischer Journalist und Autor                                                        | 83    |                                |
| 17. April | Catherine Spaak                  | französisch-italienische Schauspielerin, Sängerin und Journalistin                     | 77    |                                |
| 17. April | Eva Strommenger                  | deutsche Vorderasiatische Archäologin                                                  | 94    |                                |
| 17. April | Re Styles                        | US-amerikanische Sängerin                                                              | 72    |                                |
| 17. April | Markus Zahnhausen                | deutscher Komponist und Blockflötist                                                   | 57    |                                |
| 16. April | Raymond Baratto                  | französischer Fußballspieler                                                           | 88    |                                |
| 16. April | John Martin Dougherty            | US-amerikanischer Weihbischof                                                          | 89    |                                |
| 16. April | Hans Emmerling                   | deutscher Filmemacher und Autor                                                        | 89    |                                |
| 16. April | Karl Icker                       | deutscher Bildhauer                                                                    | 89    |                                |
| 16. April | Rosario Ibarra de Piedra         | mexikanische Menschenrechtsaktivistin und Politikerin                                  | 95    |                                |
| 16. April | Arvid Göttlicher                 | deutscher Historiker                                                                   | 82    |                                |
| 16. April | Rhoda Kadalie                    | südafrikanische Frauenrechtlerin                                                       | 68    |                                |
| 16. April | György Kara                      | ungarischer Mongolist und Turkologe                                                    | 86    |                                |
| 16. April | Ndoni Mcunu                      | südafrikanische Agrarwissenschaftlerin                                                 | 31    |                                |
| 16. April | Armin Meisel                     | deutscher Chemiker                                                                     | 95    | doi:10.1002/nadc.20224131405   |
| 16. April | Damaris Muthee                   | kenianische Langstreckenläuferin                                                       | 28    |                                |
| 16. April | Gerhard Rau                      | deutscher Theologe                                                                     | 87    |                                |
| 16. April | Joachim Streich                  | deutscher Fußballspieler                                                               | 71    |                                |
| 16. April | Rosella Thorne                   | kanadische Leichtathletin                                                              | 91    |                                |
| 15. April | Anthony Arblaster                | britischer Politikwissenschaftler                                                      | 84    |                                |
| 15. April | David G. Barber                  | kanadischer Geowissenschaftler                                                         | 61    |                                |
| 15. April | Leo Boni                         | US-amerikanischer Sänger und Gitarrist                                                 | 57    |                                |
| 15. April | Earl Devaney                     | US-amerikanischer Geheimdienstler und Verwaltungsbeamter                               | 74    |                                |
| 15. April | Jean-Paul Fitoussi               | französischer Ökonom                                                                   | 79    |                                |
| 15. April | Lázaro García                    | kubanischer Sänger und Komponist                                                       | 74    |                                |
| 15. April | Klaus Gärtner                    | deutscher Politologe und Politiker                                                     | 77    |                                |
| 15. April | Bernhard Germeshausen            | deutscher Bobfahrer                                                                    | 70    |                                |
| 15. April | Severo Hernández                 | kolumbianischer Radsportler                                                            | 81    |                                |
| 15. April | Ed Jasper                        | US-amerikanischer American-Football-Spieler                                            | 49    |                                |
| 15. April | Richard Martin                   | britisch-deutscher Anglist und Hochschullehrer                                         | 87    |                                |
| 15. April | Eunice Muñoz                     | portugiesische Schauspielerin                                                          | 93    |                                |
| 15. April | Jack Newton                      | australischer Golfer                                                                   | 72    |                                |
| 15. April | Michael O’Kennedy                | irischer Politiker                                                                     | 86    |                                |
| 15. April | Nigel Pearson                    | britischer Darts-Kommentator                                                           | 52    |                                |
| 15. April | Henry Plumb                      | britischer Politiker                                                                   | 97    |                                |
| 15. April | Michael Reinecke                 | deutscher Musiker                                                                      | 71    |                                |
| 15. April | Art Rupe                         | US-amerikanischer Musikproduzent                                                       | 104   |                                |
| 15. April | Liz Sheridan                     | US-amerikanische Schauspielerin                                                        | 93    |                                |
| 15. April | Thomas Sieber                    | Maler und Zeichner                                                                     | 54    |                                |
| 15. April | Peter Swales                     | britischer Historiker                                                                  | 73    |                                |
| 15. April | Kantoku Teruya                   | japanischer Politiker                                                                  | 76    |                                |
| 14. April | Bent Løfqvist                    | dänischer Fußballspieler                                                               | 86    |                                |
| 14. April | Ignaz Bruckner                   | österreichischer Politiker                                                             | 84    |                                |
| 14. April | Mike Bossy                       | kanadischer Eishockeyspieler                                                           | 65    |                                |
| 14. April | Marcel Dubois                    | Schweizer Politiker                                                                    | 94    |                                |
| 14. April | Walter Haas                      | deutscher Gewerkschaftsfunktionär                                                      | 81    |                                |
| 14. April | Rio Hackford                     | US-amerikanischer Schauspieler                                                         | 51    |                                |
| 14. April | Roland A. Höhne                  | deutscher Politikwissenschaftler, Historiker und Hochschullehrer                       | 85    |                                |
| 14. April | Orlando Julius                   | nigerianischer Saxophonist, Sänger, Komponist und Bandleader                           | 79    |                                |
| 14. April | Ilkka Kanerva                    | finnischer Politiker                                                                   | 74    |                                |
| 14. April | Michel Laroche                   | französischer Bischof                                                                  | 80    |                                |
| 14. April | Kōji Omi                         | japanischer Politiker                                                                  | 89    |                                |
| 14. April | Joseph Pathalil                  | indischer Bischof                                                                      | 85    |                                |
| 13. April | Letizia Battaglia                | italienische Fotojournalistin                                                          | 87    |                                |
| 13. April | Michael Behnen                   | deutscher Historiker                                                                   | 83    |                                |
| 13. April | Michel Bouquet                   | französischer Schauspieler                                                             | 96    |                                |
| 13. April | Gábor Breznay                    | ungarischer Maler                                                                      | 66    |                                |
| 13. April | Phoebe Frances Brown             | britische Schauspielerin und Autorin                                                   | 29    |                                |
| 13. April | Walter Engelhardt                | deutscher Politiker                                                                    | 83    |                                |
| 13. April | Archie Eversole                  | US-amerikanischer Musiker                                                              | 37    |                                |
| 13. April | Tim Feerick                      | US-amerikanischer Rockmusiker                                                          | 34    |                                |
| 13. April | Jan Glöe                         | deutscher Handballspieler                                                              | 66    |                                |
| 13. April | Alex Gilady                      | israelischer Journalist und Sportfunktionär                                            | 79    |                                |
| 13. April | Francesco Glorioso               | italienischer Ruderer                                                                  | 79    |                                |
| 13. April | Josef Göppel                     | deutscher Politiker                                                                    | 71    |                                |
| 13. April | Laura Hales                      | US-amerikanische Historikerin, Autorin und Podcasterin                                 | 54    |                                |
| 13. April | Elfriede Klemmert                | deutsche Politikerin                                                                   | 97    |                                |
| 13. April | Jimmy Leonard                    | irischer Politiker                                                                     | 94    |                                |
| 13. April | Maurice Lévy                     | französischer Physiker                                                                 | 99    |                                |
| 13. April | Tom McCarthy                     | kanadischer Eishockeyspieler und -trainer                                              | 61    |                                |
| 13. April | Bernhard Oberle                  | deutscher Fußballspieler                                                               | 75    |                                |
| 13. April | Gloria Parker                    | US-amerikanische Musikerin                                                             | 83    |                                |
| 13. April | Freddy Rincón                    | kolumbianischer Fußballspieler und -trainer                                            | 55    |                                |
| 13. April | Thomas Rosenlöcher               | deutscher Lyriker, Prosaautor und Essayist                                             | 74    |                                |
| 13. April | Manfred Schulz                   | deutscher Soziologe                                                                    | 83    |                                |
| 13. April | Jorge Trías                      | spanischer Rechtsanwalt und Politiker                                                  | 73    |                                |
| 12. April | Rainer Braun                     | deutscher Publizist                                                                    | 67    |                                |
| 12. April | Laryssa Chorolez                 | ukrainische Politikerin                                                                | 73    |                                |
| 12. April | Wolfgang Fahrian                 | deutscher Fußballspieler und Spielervermittler                                         | 80    |                                |
| 12. April | David Freel                      | US-amerikanischer Rockmusiker                                                          | 64    |                                |
| 12. April | Gilbert Gottfried                | US-amerikanischer Schauspieler und Comedian                                            | 67    |                                |
| 12. April | Sergei Jaschin                   | sowjetischer bzw. russischer Eishockeyspieler und -trainer                             | 60    |                                |
| 12. April | Larysa Khorolets                 | ukrainische Schauspielerin und Politikerin                                             | 73    |                                |
| 12. April | Peter Kracht                     | deutscher Journalist und Historiker                                                    | 65    |                                |
| 12. April | Karel Otavský                    | tschechischer und Schweizer Kunsthistoriker                                            | 83    |                                |
| 12. April | Shirley Spork                    | US-amerikanische Golferin                                                              | 94    |                                |
| 12. April | Norbert Wieczorek                | deutscher Politiker                                                                    | 81    |                                |
| 12. April | Irina Worobjowa                  | sowjetische Eiskunstläuferin                                                           | 63    |                                |
| 12. April | Arne Zwaig                       | norwegischer Schachspieler                                                             | 75    |                                |
| 12. April | Georges Zvunka                   | französischer Fußballspieler und -trainer                                              | 85    |                                |
| 11. April | Dariusz L. Aleksandrowicz        | polnischer Philosoph                                                                   | 72    |                                |
| 11. April | Hans Altenhuber                  | österreichischer Erwachsenenbildner                                                    | 97    |                                |
| 11. April | Garrett Burnett                  | kanadischer Eishockeyspieler                                                           | 46    |                                |
| 11. April | Wayne Cooper                     | US-amerikanischer Basketballspieler                                                    | 65    |                                |
| 11. April | Harald Dietl                     | deutscher Theater- und Filmschauspieler sowie Synchronsprecher                         | 88    |                                |
| 11. April | Johannes Epping                  | deutscher Mediziner                                                                    | 76    |                                |
| 11. April | Hans Fenske                      | deutscher Historiker                                                                   | 85    |                                |
| 11. April | Willibald Glas                   | deutscher Theologe                                                                     | 94    |                                |
| 11. April | Gábor Görgey                     | ungarischer Dramatiker, Schriftsteller, Übersetzer und Politiker                       | 92    |                                |
| 11. April | Hennes Junkermann                | deutscher Radrennfahrer                                                                | 87    |                                |
| 11. April | Karl Kaser                       | österreichischer Osteuropahistoriker                                                   | 68    |                                |
| 11. April | Günter Langen                    | deutscher Politiker                                                                    | 86    |                                |
| 11. April | Charnett Moffett                 | US-amerikanischer Jazz-Bassist                                                         | 54    |                                |
| 11. April | Timothy R. Parsons               | britisch-kanadischer Meeresbiologe und Ozeanograph                                     | 89    |                                |
| 11. April | Chen Qingying                    | chinesischer Tibetologe                                                                | 80    |                                |
| 11. April | Yves Teicher                     | belgischer Geiger                                                                      | 60    |                                |
| 11. April | Kai Tobias                       | deutscher Ökologe                                                                      | 60    |                                |
| 10. April | Gary W. Barrett                  | US-amerikanischer Ökologe                                                              | 82    |                                |
| 10. April | Bouke Beumer                     | niederländischer Politiker                                                             | 87    |                                |
| 10. April | Philippe Boesmans                | belgischer Komponist                                                                   | 85    |                                |
| 10. April | Brigitte Burkhardt               | deutsche Goldschmiedin                                                                 | 102   |                                |
| 10. April | John Drew                        | US-amerikanischer Basketballspieler                                                    | 67    |                                |
| 10. April | Hein van der Gaag                | niederländischer Jazz- und Boogie-Woogie-Musiker                                       | 84    |                                |
| 10. April | Eya Guezguez                     | tunesische Seglerin                                                                    | 17    |                                |
| 10. April | Raymond John Lahey               | kanadischer Geistlicher und Sexualstraftäter                                           | 81    |                                |
| 10. April | Mario Martínez                   | spanischer Gitarrist                                                                   | 60    |                                |
| 10. April | Charly Mazagg                    | italienischer Musikmanager und Radiomoderator                                          | 83    |                                |
| 10. April | Hazem Nuseibeh                   | jordanischer Politiker                                                                 | 99    |                                |
| 10. April | Estela Rodríguez                 | kubanische Judoka                                                                      | 54    |                                |
| 10. April | Wang Senhao                      | chinesischer Politiker                                                                 | 89    |                                |
| 10. April | Desai Williams                   | kanadischer Leichtathlet                                                               | 62    |                                |
| 9. April  | Stephen Athipozhiyil             | indischer Bischof                                                                      | 77    |                                |
| 9. April  | Frank Baier                      | deutscher Sänger und Liedermacher                                                      | 79    |                                |
| 9. April  | Chris Bailey                     | australischer Sänger                                                                   | 65    |                                |
| 9. April  | Rudolph M. Bell                  | US-amerikanischer Historiker                                                           | 79    |                                |
| 9. April  | Michael Degen                    | deutscher Schauspieler und Schriftsteller                                              | 94    |                                |
| 9. April  | Michel Delebarre                 | französischer Politiker                                                                | 75    |                                |
| 9. April  | Inga Freidenfelds                | australischer Basketballspieler                                                        | 86    |                                |
| 9. April  | Joachim Göschel                  | deutscher Sprachwissenschaftler                                                        | 90    |                                |
| 9. April  | Thomas Grundmann                 | deutscher Verleger                                                                     | 74    |                                |
| 9. April  | Dwayne Haskins                   | US-amerikanischer American-Football-Spieler                                            | 24    |                                |
| 9. April  | Jack Higgins                     | britischer Schriftsteller                                                              | 92    |                                |
| 9. April  | Ann Hutchinson Guest             | US-amerikanische Tanznotatorin                                                         | 103   |                                |
| 9. April  | Donald Smith                     | US-amerikanischer Jazzpianist                                                          | 78    |                                |
| 9. April  | Eva Mayr-Stihl                   | deutsche Unternehmerin und Stifterin                                                   | 87    |                                |
| 9. April  | Georg Wildmann                   | österreichischer Hochschullehrer, Verbandsfunktionär und Autor                         | 92    |                                |
| 9. April  | Brian Winston                    | britischer Medienwissenschaftler                                                       | 80    |                                |
| 8. April  | Alfons-Reimund Billmann          | deutscher Politiker                                                                    | 77    |                                |
| 8. April  | Uwe Bohm                         | deutscher Schauspieler                                                                 | 60    |                                |
| 8. April  | Conleth Cluskey                  | irischer Sänger                                                                        | 80    |                                |
| 8. April  | Massimo Cristaldi                | italienischer Filmproduzent                                                            | 66    |                                |
| 8. April  | Dalmo Dallari                    | brasilianischer Jurist und Universitätsprofessor                                       | 90    |                                |
| 8. April  | Henri Depireux                   | belgischer Fußballspieler und -trainer                                                 | 78    |                                |
| 8. April  | Stelio Fenzo                     | italienischer Comiczeichner                                                            | 89    |                                |
| 8. April  | E. Peter Geiduschek              | US-amerikanischer Mikrobiologe                                                         | 93    |                                |
| 8. April  | Edwin Kantar                     | US-amerikanischer Bridgespieler und Autor                                              | 89    |                                |
| 8. April  | Friedrich König                  | österreichischer Politiker                                                             | 89    |                                |
| 8. April  | Klaus Kühn                       | deutscher Biochemiker                                                                  | 94    |                                |
| 8. April  | Peng Ming-min                    | taiwanesischer Unabhängigkeitsaktivist                                                 | 98    |                                |
| 8. April  | Carlos Alberto Pires Tiny        | são-toméischer Politiker                                                               | 71    |                                |
| 8. April  | Horst Georg Pöhlmann             | deutscher Theologe                                                                     | 88    |                                |
| 8. April  | Mimi Reinhardt                   | österreichische Sekretärin und Holocaust-Überlebende                                   | 107   |                                |
| 8. April  | Carlos Alberto Pires Tiny        | são-toméischer Politiker                                                               | 71    |                                |
| 8. April  | Benoît Tremsal                   | deutsch-französischer Bildhauer                                                        | 70    |                                |
| 7. April  | Motoo Abiko                      | japanischer Mangakünstler                                                              | 88    |                                |
| 7. April  | Tilmann Breuer                   | deutscher Kunsthistoriker und Denkmalpfleger                                           | 90    |                                |
| 7. April  | Dušan Čkrebić                    | jugoslawischer Politiker                                                               | 94    |                                |
| 7. April  | Elias Davidsson                  | isländischer Komponist und politischer Autor                                           | 81    |                                |
| 7. April  | Ludwik Dorn                      | polnischer Politiker                                                                   | 67    |                                |
| 7. April  | Miguel Ángel Estrella            | argentinischer Pianist                                                                 | 81    |                                |
| 7. April  | Heinrich Frey                    | deutscher Politiker                                                                    | 82    |                                |
| 7. April  | Xaver Frühbeis                   | deutscher Radiomoderator                                                               | 64    |                                |
| 7. April  | Mary Green                       | britische Sprinterin                                                                   | 78    |                                |
| 7. April  | Otmar Loffeld                    | deutscher Ingenieurwissenschaftler                                                     | 66    |                                |
| 7. April  | Nicole Maestracci                | französische Juristin                                                                  | 71    |                                |
| 7. April  | Emiliano Mascetti                | italienischer Fußballspieler und -trainer                                              | 79    |                                |
| 7. April  | Hellmuth Matiasek                | österreichischer Regisseur und Intendant                                               | 90    |                                |
| 7. April  | David McKee                      | britischer Kinderbuchautor und Illustrator                                             | 87    |                                |
| 7. April  | Franz Mon                        | deutscher Lyriker, Essayist und Hörspielautor                                          | 95    |                                |
| 7. April  | Josef Alois Náhlovský            | tschechischer Humorist, Entertainer, Musiker, Schauspieler und Schriftsteller          | 72    |                                |
| 7. April  | Birgit Nordin                    | schwedische Opernsängerin                                                              | 88    |                                |
| 7. April  | Jürgen Reents                    | deutscher Politiker und Journalist                                                     | 72    |                                |
| 7. April  | Régis Rey                        | französischer Skispringer                                                              | 92    |                                |
| 7. April  | Walter Stallwitz                 | deutscher Maler                                                                        | 92    |                                |
| 7. April  | Gerald Stier                     | deutscher Komponist und Landeskirchenmusikdirektor                                     | 81    |                                |
| 7. April  | Erich Thummer                    | österreichischer Altphilologe                                                          | 91    |                                |
| 7. April  | Rayfield Wright                  | US-amerikanischer American-Football-Spieler                                            | 76    |                                |
| 7. April  | Hilmar Zill                      | deutscher Grafiker und Briefmarkenkünstler                                             | 81    |                                |
| 6. April  | Rae Allen                        | US-amerikanische Schauspielerin                                                        | 95    |                                |
| 6. April  | Peter Badura                     | deutscher Jurist                                                                       | 88    |                                |
| 6. April  | Mark Conover                     | US-amerikanischer Leichtathlet                                                         | 61    |                                |
| 6. April  | Karol Divín                      | tschechoslowakischer Eiskunstläufer                                                    | 86    |                                |
| 6. April  | Ralf Alex Fichtner               | deutscher Karikaturist, Cartoonist, Illustrator, Maler und Autor                       | 69    |                                |
| 6. April  | Jill Knight                      | britische Politikerin                                                                  | 98    |                                |
| 6. April  | Bela Mesaroš                     | jugoslawischer bzw. serbischer Tischtennisspieler und Schachspieler                    | 70    |                                |
| 6. April  | Burkhart Müller                  | deutscher Wissenschaftsmanager                                                         | 89    |                                |
| 6. April  | Ana Pascu                        | rumänische Florettfechterin                                                            | 77    |                                |
| 6. April  | John van de Rest                 | niederländischer Regisseur und Drehbuchautor                                           | 82    |                                |
| 6. April  | Martin Schleker                  | deutscher Schauspieler, Theaterregisseur und Schriftsteller                            | 86    |                                |
| 6. April  | Wladimir Schirinowski            | russischer Politiker                                                                   | 75    |                                |
| 6. April  | Horst Schröder                   | deutscher Politiker                                                                    | 84    |                                |
| 6. April  | Tom Smith                        | schottischer Rugbyspieler                                                              | 50    |                                |
| 6. April  | Rolf Uhlig                       | deutscher Endurosportler und Motorsportfunktionär                                      | 83    |                                |
| 6. April  | Luis Vonmetz                     | italienischer Vereinsfunktionär, Bergsteiger und Autor                                 | 83    |                                |
| 6. April  | Michail Wasenkow                 | sowjetischer bzw. russischer Geheimdienstler                                           | 79    |                                |
| 6. April  | Eckhard Wendt                    | deutscher Basketballspieler                                                            | 74    |                                |
| 6. April  | Gerd Zimmermann                  | deutscher Fußballspieler                                                               | 72    |                                |
| 5. April  | Sidney Altman                    | kanadisch-US-amerikanischer Physiker                                                   | 82    |                                |
| 5. April  | Boris Brott                      | kanadischer Dirigent                                                                   | 78    |                                |
| 5. April  | Joaquim Carvalho                 | portugiesischer Fußballspieler                                                         | 84    |                                |
| 5. April  | Michael Dittrich                 | deutscher Sportjournalist, Filmemacher, Buchautor und Moderator                        | 64    |                                |
| 5. April  | Peter Gosar                      | jugoslawischer Physiker                                                                | 98    |                                |
| 5. April  | Roberta Kalechofsky              | US-amerikanische Schriftstellerin, Feministin und Tierrechtlerin                       | 90    |                                |
| 5. April  | Karl-Wilhelm Lange               | deutscher Politiker und Verbandsfunktionär                                             | 88    |                                |
| 5. April  | Josef Panáček                    | tschechoslowakischer Sportschütze                                                      | 84    |                                |
| 5. April  | Alfred Pauser                    | österreichischer Tragwerksplaner                                                       | 92    |                                |
| 5. April  | Nehemiah Persoff                 | US-amerikanischer Schauspieler und Maler                                               | 102   |                                |
| 5. April  | Judi Rollick                     | kanadische Badmintonspielerin                                                          | 77    |                                |
| 5. April  | Bobby Rydell                     | US-amerikanischer Sänger und Entertainer                                               | 79    |                                |
| 5. April  | Kurt-Victor Selge                | deutscher Theologe                                                                     | 89    |                                |
| 5. April  | Yoshikazu Shirakawa              | japanischer Fotograf                                                                   | 87    |                                |
| 5. April  | Paul Siebel                      | US-amerikanischer Singer-Songwriter                                                    | 84    |                                |
| 5. April  | Bjarni Tryggvason                | kanadischer Astronaut                                                                  | 76    |                                |
| 5. April  | Jimmy Wang Yu                    | chinesischer Schauspieler und Regisseur                                                | 79    |                                |
| 4. April  | Christian Allesch                | österreichischer Psychologe und Politiker                                              | 71    |                                |
| 4. April  | Donald Baechler                  | US-amerikanischer Künstler                                                             | 65    |                                |
| 4. April  | Frank Bankowsky                  | deutscher Bassist                                                                      | 56    |                                |
| 4. April  | Karine Danieljan                 | sowjetische bzw. armenische Biophysikerin, Ökologin, Politikerin und Hochschullehrerin | 74    |                                |
| 4. April  | Johannes Geissel                 | deutscher Fußballschiedsrichter                                                        | 74    |                                |
| 4. April  | José Geraldo da Cruz             | brasilianischer Bischof                                                                | 80    |                                |
| 4. April  | Friedrich-Wilhelm Kiel           | deutscher Politiker                                                                    | 87    |                                |
| 4. April  | Wolfgang Kullmann                | deutscher Altphilologe                                                                 | 94    |                                |
| 4. April  | John McNally                     | irischer Boxer                                                                         | 89    |                                |
| 4. April  | Joe Messina                      | US-amerikanischer Gitarrist                                                            | 93    |                                |
| 4. April  | Tiziana Mona                     | Schweizer Journalistin                                                                 | 78    |                                |
| 4. April  | Radi Nedeltschew                 | bulgarischer Maler                                                                     | 84    |                                |
| 4. April  | Norio Niikawa                    | japanischer Genetiker                                                                  | 79    |                                |
| 4. April  | Wanda Semeniwna Objedkowa        | ukrainische Holocaust-Überlebende                                                      | 91    |                                |
| 4. April  | Manuel Pescollderungg            | italienischer Skirennläufer                                                            | 41    |                                |
| 4. April  | Django Sissoko                   | malischer Politiker                                                                    | ≈73   |                                |
| 4. April  | Petar Skansi                     | jugoslawischer bzw. kroatischer Basketballspieler und -trainer                         | 78    |                                |
| 4. April  | Jerry Uelsmann                   | US-amerikanischer Fotograf                                                             | 87    |                                |
| 4. April  | Joseph P. Wyatt                  | US-amerikanischer Politiker                                                            | 80    |                                |
| 4. April  | Juan Francisco Zanassi           | argentinischer Ruderer                                                                 | 75    |                                |
| 4. April  | Dietrich zur Nedden              | deutscher Schriftsteller                                                               | 61    |                                |
| 4. April  | Andrzej Zygmunt                  | polnischer Fußballspieler                                                              | 76    |                                |
| 3. April  | June Brown                       | britische Schauspielerin                                                               | 95    |                                |
| 3. April  | Dieter Brümmerhoff               | deutscher Ökonom                                                                       | 79    |                                |
| 3. April  | Tommy Davis                      | US-amerikanischer Baseballspieler                                                      | 83    |                                |
| 3. April  | Lygia Fagundes Telles            | brasilianische Schriftstellerin                                                        | 98    |                                |
| 3. April  | Zdeněk Janík                     | tschechischer Dichter                                                                  | 98    |                                |
| 3. April  | Joseph Kastenbauer               | deutscher Zahnarzt und Funktionär                                                      | 76    |                                |
| 3. April  | Werner Klatt                     | deutscher Ruderer                                                                      | 73    |                                |
| 3. April  | Rudolf Klußmann                  | deutscher Internist, Psychosomatiker und Psychoanalytiker                              | 84    |                                |
| 3. April  | Michael Meier                    | deutscher Erzbischof                                                                   | 93    |                                |
| 3. April  | Meinhard Lüning                  | deutscher Radiologe und Trompeter                                                      | 81    |                                |
| 3. April  | Einar Østby                      | norwegischer Skilangläufer                                                             | 86    |                                |
| 3. April  | Pamela Rooke                     | britisches Model und Schauspielerin                                                    | 66    |                                |
| 3. April  | Betty Rowland                    | US-amerikanische Burlesquetänzerin                                                     | 106   |                                |
| 3. April  | Gene Shue                        | US-amerikanischer Basketballspieler und -trainer                                       | 90    |                                |
| 3. April  | Gerda Weissmann-Klein            | polnisch-US-amerikanische Holocaust-Überlebende, Menschenrechtlerin und Autorin        | 97    |                                |
| 3. April  | Brigitte Weyl                    | deutsche Verlegerin                                                                    | 95    |                                |
| 3. April  | Andrzej Wiśniewski               | polnischer Fußballtrainer                                                              | 66    |                                |
| 3. April  | Verena Zeltner                   | deutsche Kinder- und Jugendbuchschriftstellerin                                        | 70    |                                |
| 2. April  | Emerik Bernard                   | jugoslawischer bzw. slowenischer Maler                                                 | 84    |                                |
| 2. April  | Sergio Chejfec                   | argentinischer Schriftsteller                                                          | 65    |                                |
| 2. April  | Vincentas Dienys                 | litauischer Physiker und Politiker                                                     | 85    |                                |
| 2. April  | Margo Feiden                     | US-amerikanische Galeristin                                                            | 77    |                                |
| 2. April  | Walter Frei                      | Schweizer Theologe                                                                     | 95    |                                |
| 2. April  | Oswaldo Frossasco                | argentinischer Radsportler                                                             | 69    |                                |
| 2. April  | Robert K. Furtak                 | deutscher Politikwissenschaftler und Hochschullehrer                                   | 91    |                                |
| 2. April  | Estelle Harris                   | US-amerikanische Schauspielerin                                                        | 93    |                                |
| 2. April  | Dieter Hauswirth                 | deutscher Politiker                                                                    | 71    |                                |
| 2. April  | Hugo Hernández                   | mexikanischer Fußballtrainer                                                           | 72    |                                |
| 2. April  | Javier Imbroda                   | spanischer Basketballtrainer und Politiker                                             | 61    |                                |
| 2. April  | Sharon Kaufman                   | US-amerikanische Anthropologin                                                         | 73    |                                |
| 2. April  | Mantas Kvedaravičius             | litauischer Dokumentarfilmer und Kulturanthropologe                                    | 45    |                                |
| 02. April | Silvio Longobucco                | italienischer Fußballspieler                                                           | 70    |                                |
| 2. April  | Mirjana Majurec                  | jugoslawische bzw. kroatische Schauspielerin                                           | 69    |                                |
| 2. April  | Mıgırdiç Margosyan               | türkisch-armenischer Schriftsteller                                                    | 83    |                                |
| 2. April  | Gjorgji Marjanović               | jugoslawischer bzw. nordmazedonischer Rechtswissenschaftler und Übersetzer             | 82    |                                |
| 2. April  | Lino Miguel                      | portugiesischer General und Politiker                                                  | 85    |                                |
| 2. April  | Alfred Rösli                     | Schweizer Bauingenieur                                                                 | 101   |                                |
| 2. April  | Leonel Sánchez                   | chilenischer Fußballspieler                                                            | 85    |                                |
| 2. April  | Janusz Styczeń                   | polnischer Lyriker                                                                     | 82    |                                |
| 2. April  | Chelsie Whibley                  | britische Fernsehmoderatorin und Schauspielerin                                        | 29    |                                |
| 1. April  | Innayya Chinna Addagatla         | indischer Bischof                                                                      | 84    |                                |
| 1. April  | Petre Ivănescu                   | rumänischer Handballspieler und -trainer                                               | 85    |                                |
| 1. April  | Alexandra Jakowlewa              | sowjetische Schauspielerin                                                             | 64    |                                |
| 1. April  | Jolanta Lothe                    | polnische Schauspielerin                                                               | 79    |                                |
| 1. April  | Frank Maus                       | deutscher Pianist und Komponist                                                        | 84    |                                |
| 1. April  | C. W. McCall                     | US-amerikanischer Countrysänger                                                        | 93    |                                |
| 1. April  | Munesuke Mita                    | japanischer Soziologe                                                                  | 84    |                                |
| 1. April  | Eleanor Munro                    | US-amerikanische Kunstkritikerin                                                       | 94    |                                |
| 1. April  | Dorothee Roer                    | deutsche Sozialwissenschaftlerin                                                       | 79    |                                |
| 1. April  | Fitzroy „Bunny“ Simpson          | jamaikanischer Reggaesänger                                                            | 70    |                                |
| 1. April  | Jirō Tsuji                       | japanischer Chemiker                                                                   | 94    |                                |
| 1. April  | Jerrold Tunnell                  | US-amerikanischer Mathematiker                                                         | 72    |                                |
| 1. April  | Rolf Walter                      | deutscher Mathematiker                                                                 | 85    |                                |
| 1. April  | Roland White                     | US-amerikanischer Bluegrass-Mandolinist                                                | 83    |                                |
| 1. April  | Bernd Witte                      | deutscher Germanist                                                                    | 80    |                                |
| 1. April  | Wolfgang Wittemaier              | deutscher Fußballspieler                                                               | 88    |                                |
| 1. April  | Gerhard Woeginger                | österreichischer Informatiker                                                          | 57    |                                |
| 1. April  | Ernst-August Wolf                | deutscher Politiker                                                                    | 79    |                                |

### Datum unbekannt
| Zeitangabe                       | Name                     | Beruf, bekannt als                                  | Alter | Beleg |
| -------------------------------- | ------------------------ | --------------------------------------------------- | ----- | ----- |
| Tod bekannt gegeben am 29. April | Wolfgang Strack          | deutscher Installationskünstler und Kunsthistoriker | 66    |       |
| Tod bekannt gegeben am 28. April | William Z. Lidicker, Jr. | US-amerikanischer Zoologe und Ökologe               | 89    |       |
| tot aufgefunden am 27. April     | Kenneth Tsang            | chinesischer Schauspieler                           | 87    |       |
| tot aufgefunden am 25. April     | Val Broeksmit            | US-amerikanischer Whistleblower                     | 46    |       |
| Tod bekannt gegeben am 25. April | Cal Clark                | US-amerikanischer Leichtathlet                      | 92    |       |
| Tod bekannt gegeben am 19. April | Janez Kocmur             | jugoslawischer Schwimmer                            | 84    |       |
| Tod bekannt gegeben am 18. April | Janez Matičič            | jugoslawischer Komponist                            | 95    |       |
| tot aufgefunden am 18. April     | Gregor S.                | deutscher Mörder                                    | 57    |       |
| Tod bekannt gegeben am 16. April | Wladimir Frolow          | russischer General                                  | ?     |       |
| zwischen 12. April und 24. April | Tiko Sk8                 | kubanischer DJ, Musikproduzent und -promoter        | 39    |       |
| Tod bekannt gegeben am 11. April | Ihor Dybchenko           | sowjetischer bzw. ukrainischer Fußballspieler       | 61    |       |
| Tod bekannt gegeben am 9. April  | Harald Kempe             | deutscher Schauspieler                              | 58    |       |
| Tod bekannt gegeben am 8. April  | József Salim             | ungarischer Taekwondoin                             | 54    |       |
| Anfang April                     | Ophelia Shtruhl          | israelische Schauspielerin                          | 81    |       |
| tot aufgefunden am 2. April      | Olha Suchenko            | ukrainische Politikerin                             | 50    |       |
| tot aufgefunden am 1. April      | Maksym Lewin             | ukrainischer Fotojournalist                         | 40    |       |
| Tod bekannt gegeben am 1. April  | Mario Mettbach           | deutscher Politiker                                 | 69    |       |